# Science On a Sphere

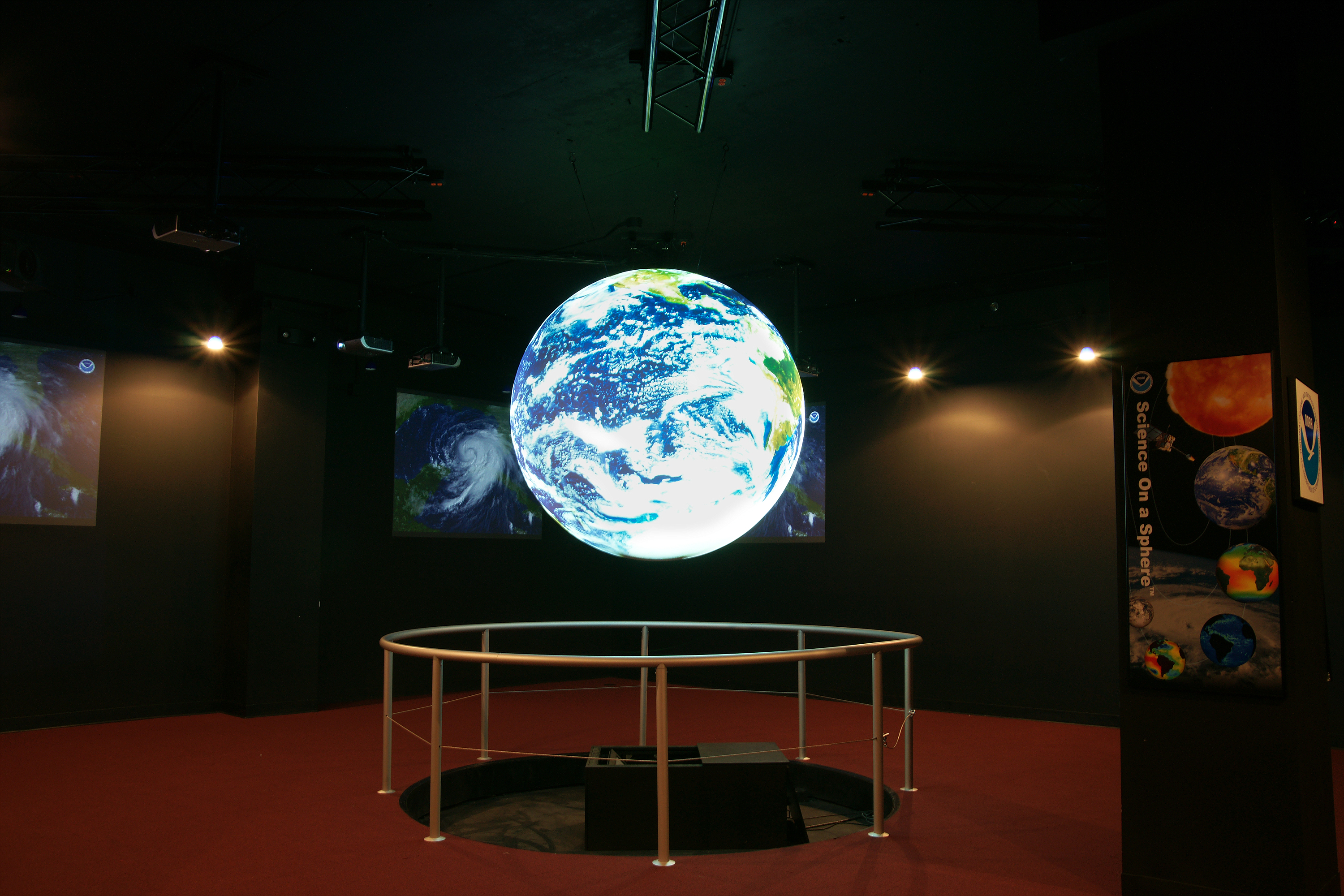
Science On a Sphere en el laboratorio de investigación de la NOOA.

Science On a Sphere (Ciencia En una Esfera; SOS por su acrónimo en inglés) es un sistema de proyección esférica  desarrollado por la Administración Nacional Oceánica y Atmosférica (NOAA). Es utilizado para la visualización de vídeos temáticos especiales de alta calidad, concebidos especialmente para ser proyectados sobre una  pantalla esférica que puede asimilarse a un gran globo terráqueo. Su propósito es presentar de una forma atractiva y más comprensible fenómenos planetarios mediante imágenes animadas, que pueden presentar una gran variedad de procesos ambientales, como por ejemplo los huracanes, el cambio climático y las variaciones de la temperatura del mar. El sistema SOS está actualmente instalado en 50 ubicaciones distribuidas por todo el mundo.

## Lugares de exhibición
El sistema está instalado en varios centros científicos, universidades, parques zoológicos, acuarios, y en los centros de visitantes de la Nasa en los Estados Unidos. También se exhibe en centros de ciencia de Taiwán, Corea del Sur, Francia y Finlandia, añadiéndose nuevos emplazamientos regularmente. 
A continuación se citan algunos de los lugares donde se ha instalado:
- Universidad James Madison, Harrisonburg, Virginia (noviembre de 2006)
- Centro espacial John C. Stennis, Misisipi (marzo de 2009)
- Cité des sciences et de l'industrie, París (junio de 2009)
- El centro de la ciencia Heureka, Vantaa (agosto de 2009)

## Historia
El sistema de proyección del Science On a Sphere fue inventado por Alexander E. MacDonald, director del laboratorio de investigación del NOAA. La idea se le ocurrió en 1995, como un medio para la visualización de los datos utilizados para la elaboración de las predicciones meteorológicas en el laboratorio de investigación del NOAA. El primer prototipo fue construido ese mismo año, y se patentó en el 2005.

## Funcionamiento
La esfera tiene un diámetro de 68 pulgadas (1,73 m). Está firmemente sujeta, de tal manera que no se puede mover, porque  de lo contrario se distorsionan las imágenes proyectadas. En realidad, la técnica utilizada ya estaba disponible en el mercado. La última versión del sistema está basada en Ubuntu-Linux y en Wiimote. 
La información disponible para el sistema se divide en las siguientes secciones: la tierra, el océano, la atmósfera, astronomía, y distintos modelos y simulaciones. Además, se pueden adquirir versiones extendidas, incorporando la voz de un narrador. Hay más de 250 programas que pueden proyectarse sobre la esfera. Contiene múltiples imágenes de la Luna, Marte, terremotos en tiempo real, dinámica oceánica y muchos otros. Los datos provienen de diversas organizaciones, que incluyen, por ejemplo la NOAA, la NASA, el NREL y diversas universidades y centros científicos.

## Lecturas relacionadas
- Página oficial (en inglés)
- GCN: NOAA Ciencia en una Esfera añade una nueva dimensión a los datos de muestra Archivado el 14 de enero de 2010 en Wayback Machine. (en inglés)

- Datos: Q850575
- Multimedia: Science On a Sphere / Q850575